# Detlef Creydt
Detlef Creydt (* 11. Dezember 1943 in Einbeck) ist ein deutscher Gymnasiallehrer und Heimatforscher.

## Leben
Detlef Creydt wurde 1943 in Einbeck als Sohn des Dasseler Unternehmers Adolf Creydt und dessen Ehefrau Meta geboren. Er schloss die Goetheschule Einbeck mit dem Abitur ab und studierte nach abgeleistetem Wehrdienst Sport, Geographie und Politik für das höhere Lehramt an der Technischen Universität Hannover. Er absolvierte das Referendariat in Oldenburg und nahm nach dem zweiten Staatsexamen eine Tätigkeit als Assessor am Campe-Gymnasium in Holzminden auf. Hier wirkte er bis zum Eintritt in den Ruhestand zuletzt als Oberstudienrat.
Creydt forscht seit mehreren Jahrzehnten zur Regionalgeschichte Südniedersachsens. Die Ergebnisse aus verschiedenen Themenbereichen sind seit 1980 in zahlreichen Publikationen, darunter Beiträge im Jahrbuch für den Landkreis Holzminden, in den Sollinger Heimatblättern und im Sollingkurier, erschienen. Creydt ist Autor mehrerer Bücher. Besondere Verdienste hat sich Creydt um die Aufarbeitung des Themas Zwangsarbeit für die Rüstungsindustrie im Raum Südniedersachsen, insbesondere im Hils, zur Zeit des Nationalsozialismus erworben. Zu seinen bedeutendsten Veröffentlichungen gehören die zwischen 1993 und 2001 erschienenen vier Bände zu diesem Themenkreis. Unter Einbeziehung eigener Befragungen von Zeitzeugen wird darin u. a. die Geschichte des KZ-Außenlagers Holzen und des Lenner Lagers dokumentiert.
Creydt ist Mitbegründer des Heimat- und Geschichtsvereins Holzminden, dessen Vorsitzender er von 1983 bis 1990 war. Er war maßgeblich beteiligt an der Errichtung der 2008 fertiggestellten Erinnerungsstätte Lenner Lager. Creydt wurde für sein heimatkundliches Engagement, insbesondere für die Aufarbeitung der Geschichte der Zwangsarbeit in Südniedersachsen, vielfach geehrt. Er erhielt 2008 den Wappenring des Landkreises Holzminden. Im Jahr 2010 wurde er mit der Verdienstmedaille des Verdienstordens der Bundesrepublik Deutschland ausgezeichnet.

## Schriften (Auswahl)
- Wilhelm Buschs Beziehungen zu Dassel. Dassel 1985.
- August Deyer – der Eulenspiegel des Sollings. Stippstörchen eines Dasseler Originals. Dassel 1986.
- Das Erholungsheim im Solling bei Dassel. Dassel 1987.
- Literaten und deren Erinnerungsstätten im Landkreis Holzminden. Weserland-Verlag, Holzminden 1988.
- Heimatkundliche Skizzen aus dem Solling. Dassel 1988.
- Zwangsarbeit für die „Wunderwaffen“ in Südniedersachsen 1943–1945. Steinweg Verlag, Braunschweig 1993.
- Zwangsarbeit für die Rüstung im südniedersächsischen Bergland 1939–1945 – Solling – Hils – Ith – Vogler. Band 2, Steinweg, Braunschweig 1994.
- Zwangsarbeit für Rüstung, Landwirtschaft und Forsten im Oberwesergebiet 1939–1945. Band 3, Verlag Jörg Mitzkat, Holzminden 1995.
- Stadt Dassel. Heimatkundliche Skizzen. Verlag Jörg Mitzkat, Holzminden 1996.
- Zwangsarbeit für Industrie und Rüstung im Hils 1943–1945. Band 4, Verlag Jörg Mitzkat, Holzminden 2001.
- Überarbeitung gemeinsam mit Hannes Blieschies: Otfried Ruhlender: Denksteine im Solling. 5. Aufl., Verlag Jörg Mitzkat, Holzminden 2010.
- Begegnungen auf Leben und Tod: Förster und Wilderer im Solling. Jagd-, Wild- und Waldgeschichten im Laufe der Jahrhunderte. Verlag Jörg Mitzkat, Holzminden 2010.
- mit Armand Roux, Dirk Bode und Jens-Christian Wagner: Im Zeichen des Zebras. Verlag Jörg Mitzkat, Holzminden 2015.
- mit Hans-Georg Stephan: 2000 Jahre Eisenverhüttung um Dassel. Verlag Jörg Mitzkat, Holzminden 2020.
- Chronik der Familie Creydt. Göttingen 2022.